# Natalie Porter
Natalie Christine Porter (nacida el 16 de diciembre de 1980 en Melbourne, Australia) es una exjugadora de baloncesto australiana. Fue medalla de plata con Australia en los Juegos Olímpicos de Atenas 2004.